# 春日井市立石尾台中学校
春日井市立石尾台中学校（かすがいしりつ いしおだいちゅうがっこう）は、

愛知県春日井市石尾台にある公立中学校。

## 概要
高蔵寺ニュータウンの東南地区に位置し、春日井市で14番目（ニュータウンでは3番目）の中学校として開設された。
校区は、外之原・木附・玉野・石尾台・押沢台・玉野台の各地域によって構成され、　春日井市立石尾台小学校、春日井市立押沢台小学校、春日井市立玉川小学校の卒業生が進学する。

### 校訓
- 創造（自ら考える知性）
- 強靭（自律の精神）
- 実践（解決する力）
- 敬愛（共に生きる）

### 校歌
作詞　津田涛鶴　　作曲　小櫻秀爾

## 沿革
- 1983年4月1日 - 開校

## 部活動
- サッカー部（男女混合）
- バスケットボール部（男女混合）
  - 1991年 - 女子部が全国中学校バスケットボール大会にて準優勝。
- バレーボール部（男女混合）
- ソフトテニス部（男女）
- 卓球部（男女混合）
- 美術部（男女混合）
- イラスト・文芸部（男女混合）
- 吹奏楽部（男女混合）

## 著名な出身者
- 関根大気 - プロ野球選手（横浜DeNAベイスターズ)
- MASH - ミュージシャン
- 横地康介 - 東京トライスターズ監督（元ハンドボール日本代表）
- 藤井陽也 - プロサッカー選手　（名古屋グランパス）
- 松井謙 - レスリング選手　（2021年レスリング世界選手権グレコローマン55㎏級優勝）

## 交通アクセス
- JR中央本線高蔵寺駅乗車。